# Urtica laurifolia
Urtica laurifolia är en nässelväxtart som beskrevs av Jean Louis Marie Poiret. Urtica laurifolia ingår i släktet nässlor, och familjen nässelväxter. Inga underarter finns listade i Catalogue of Life.